# Преложение
Преложе́ние (греч. μεταβολή) — понятие (термин), которым в учении православной церкви обозначается происходящее в таинстве Евхаристии, когда хлеб и вино становятся Телом и Кровью Христовыми.

## История термина «преложение»
Большинство православных христиан веруют, что после освящения на литургии хлеб и вино становятся истинными Телом и Кровью Христовыми. Следует отметить, что Отцы Церкви использовали разные термины: как новозаветные выражения «быть», «становиться», так и другие — «творить», «сотворить», «переделывать», «претворение» и самое распространённое и общепринятое — «преложение», взятое из тайносовершительных слов эпиклезы литургии Иоанна Златоуста: «Преложи́в Ду́хом Твои́м Святы́м».

## Преложение и пресуществление
Термин «пресуществление» (лат. transsubstantiatio) появляется в латинском богословии в IX веке, а затем получает широкое распространение в католичестве. На Четвёртом Латеранском Соборе в 1215 году было изложено учение о превращении хлеба и вина (Святых Даров) в Тело и Кровь Христову. В Католической церкви учение о «транссубстанциации» (transsubstantiatio) или «пресуществлении» хлеба и вина в истинное Тело и Кровь Иисуса Христа окончательно сформировалось в трудах св. Фомы Аквинского. Это учение называется «doctrina de fide». Согласно ему, во время Евхаристической молитвы сущность (субстанция) хлеба и вина пресуществляется в сущность Тела и Крови Христовых, в то время как доступные для органов чувств свойства хлеба и вина (акциденции) остаются неизменными.
Термин «пресуществление» (μετουσίωσις) никогда не употреблялся святыми отцами в Православной церкви до середины XV века по отношению к освящению Святых Даров. Впервые его перенёс из католической литературы Геннадий Схоларий, используя как синоним традиционным святоотеческим терминам «преложение» (μεταβολή) и «претворение» (μεταποίημα). При этом патриарх Геннадий считал, что Тело Христово присутствует в Евхаристии не физически, а таинственно. Термин «пресуществление» (μετουσίωσις) не прижился в православном богословии, и лишь в конце XVI века вновь начинает употребляться среди отдельных лиц греческого духовенства, получивших образование в римско-католических учебных заведениях.
Новое использование термина в Православной церкви термин пресуществление получил широкое распространение в качестве реакции на учение в «Исповедании веры» 1629 г., приписываемом Константинопольскому Патриарху Кириллу Лукарису, в котором этот термин не принимался, в нём было записано:
Участвуя в нем (в таинстве Евхаристии), мы исповедуем и возвещаем истинное и действительное присутствие Господа Иисуса Христа, причем такое присутствие, о котором сообщает нам вера, а не придуманное учение о пресуществлении. Мы действительно верим, что верующие вкушают тело Христово на вечере Господней, не терзая его зубами, но воспринимая его фибрами души своей. Ибо тело Христово есть не то, что предстает во время Таинства очам нашим, а то, что вера воспринимает в духе и ниспосылает нам.
Впоследствии на греческих поместных соборах: в 1672 году в Константинополе, в 1672 году в Иерусалиме термин «пресуществление» (μετουσίωσις) был принят; а в 1691 году на соборе в Константинополе все, отрицающие термин «пресуществление» предаются строгим анафемам и даже вечным проклятиям. Решения собора 1691 года были приняты Русской православной церковью и включены в Догматическое послание патриарха Московского и всея Руси Адриана. С этого времени термин «пресуществление» становится обычным термином в православной евхаристологии: он употребляется в официальных посланиях иерархов, синодально одобренных исповеданиях веры и догматических пособиях и проч.
Термин «пресуществление» является нововведением в православное богословие, а православные святые отцы ни соборно, ни в своих трудах не объясняли детально сам процесс преложения Святых Даров в Тело и Кровь, они ограничились лишь словом «таинство» применительно к этому процессу. Вместе с тем, тот же Иоанн Златоуст прямо указывает в своём Толковании на Первое послание к Коринфянам, что «находящееся в чаше есть то самое, что истекло из ребра Господа; того мы и приобщаемся…». «Приобщающиеся Тела и пьющие Кровь Его — помните, что мы приобщаемся Тела нисколько не различного от того Тела, которое возседит горе, которому покланяются ангелы, которое находится близ нетленной Силы, — это именно (Тело) мы вкушаем. О, сколько открыто нам путей ко спасению! Он соделал нас Своим Телом, дал нам Своё Тело…». По словам Иоанна Дамаскина, «ты теперь спрашиваешь, каким образом хлеб делается телом Христовым, а вино и вода—кровью Христовою? Говорю тебе и я: Дух Святой нисходит и совершает это, что превыше разума и мысли…»
Часть православных богословов, например А. С. Хомяков, Н. Д. Успенский и некоторые другие, не принимает термин «пресуществление» по причине отсутствия его в святоотеческом богословии и отсутствия объяснения механизма изменения Святых Даров у святых отцов при освящении их на божественной литургии. Так, например, в своём фундаментальном труде «Анафора» Н. Д. Успенский пишет:

Принятие православным Востоком римо-католического учения о Евхаристии исторически объясняется тем, что богословская наука на Востоке в условиях турецкого порабощения греков находилась в состоянии упадка; в России же до XIX столетия существовали только две высших богословских школы — Киевская и Московская духовные академии, богословское образование в которых находилось по крайней мере до середины XVIII века под влиянием римо-католического.
Православное богословие не может согласиться с римо-католическим учением о пресуществлении уже потому, что это учение не святоотеческое. Архиепископ Дюссельдорфский Алексий по этому поводу пишет, что Тридентский Собор зашёл далеко, утверждая, что хлеб перестает быть хлебом и вино — вином, потому что в этом случае получается «овеществленное» присутствие Христа, не такое, о каком молится Церковь словами μεταβαλλειν, μεταρρηυμισαι. «Это значит, — говорит он, — выходить значительно дальше того, что позволяет евангельский текст и святоотеческое предание. Это значит противоречить классическому богословию V—VI веков, которое видит в евхаристических элементах — как у Христа две природы — одну природу хлеба и вина, которые не перестают быть таковыми, и одну сверхъестественную природу, которую принесённые в святую Евхаристию элементы приобретают действием на них Святого Духа».

Это учение было, однако, рассмотрено по просьбе патриарха Пимена в МДА и отвергнуто по причине неправославности, обосновывая это как текстами св. Евангелия, Апостола, так и словами святых отцов (Игнатия Богоносца, Иоанна Златоуста, Кирилла Александрийского и других), а также литургическими текстами.

Одно из обвинений, выдвигавшихся против христиан в период гонений, состояло в том, что христиане приносят человеческие жертвы, пьют кровь младенцев, и тому подобное. Разумеется, эти кривотолки превратно отражали веру христиан в реальное присутствие Тела и Крови Христовых в Евхаристии. Вот тут бы и следовало апологетам христианства разъяснить, что Евхаристия — это вовсе не реальныя Тело и Кровь, а хлеб и вино, соединённые с Логосом Божиим. Но ничего подобного мы не встречаем в древнехристианской письменности. Святые отцы видят в Евхаристии Тело и Кровь родившегося в Вифлееме, пострадавшего на Голгофе, погребенного и воскресшего Спасителя.

Игнатий Богоносец: «Хлеба Божия желаю, хлеба небесного, хлеба жизни, который есть плоть Иисуса Христа, Сына Божия, родившегося в последнее время от семени Давида и Авраама» (Рим. 7, 3). «Они [докеты] удаляются от Евхаристии и молитвы по той причине, что не признают, что Евхаристия есть плоть Спасителя нашего Иисуса Христа, которая пострадала за наши грехи, но которую Отец воскресил по Своей благости…» (Смирн. 7, 1). Иустин Философ: «Как Христос, Спаситель наш, Словом Божиим воплотился и имел плоть и кровь для спасения нашего, таким же образом пища эта, над которой совершено благодарение чрез молитву слова Его, и от которой чрез уподобление получает питание наша кровь и плоть, есть — как мы научены — плоть и кровь того воплотившегося Иисуса» (1 Апол. 66). Ириней Лионский, обличая еретиков, говорит: «Если не спасается плоть, то и Господь не искупил нас Своею Кровию, и чаша евхаристии не есть причастие Крови Его, и хлеб, который мы преломляем, не есть причастие Телу Его. Кровь не может быть кроме как из жил и плоти и прочего человеческого состава, и истинно ставший этим Логос Божий Кровию Своею искупил нас, как и апостол Его говорит: „в Котором мы имеем искупление Кровию Его и прощение грехов“ (Кол. I, 14)» (Против ересей, 5, 2, 2).

Святитель Кирилл Иерусалимский достигает полной определённости аналогией между евхаристическим преложением и чудом в Кане Галилейской, где вода была превращена в вино. В Евхаристии остаются лишь физические признаки хлеба и вина: «Он в Кане Галилейской некогда воду претворил (metabebleken) в вино, сходное с кровию: и недостоин ли веры, когда вино в Кровь претворяет? …Во образе хлеба дается тебе Тело, а во образе вина дается тебе Кровь… Не по вкусу разсуждай о вещи, но от веры будь известен без сомнения, что ты сподобился Тела и Крови Христовых… Видимый (phainomenos) хлеб не есть хлеб, хотя вкусом чувствуется, но Тело Христово, и видимое вино не есть вино, хотя по вкусу так представляется, но Кровь Христова… Не телесному вкусу давайте судить о сем, но вере несумненной. Ибо вкушающим не хлеб и вино вкушать повелевается, но противуобразное (antitypou), Тело и Кровь Христову…» (Творения. М., 1900. С. 329—339).